# Дегенерација
Дегенерација је процес пропадања појединих функција услед неких (органских или психичких) патолошких узрока, али и пропадање психофизичких способности и функција током старења. У психијатрији означава патолошки процес, пропадања психичких и неуролошких структура, који је условљен конституционалном слабошћу или неотпорношћу организма.